# Luzmila Carpio
Pour les articles homonymes, voir Carpio.
Carpio  Sangüeza est un nom espagnol. Le premier nom de famille, en général paternel, est Carpio ; le second, en général maternel, souvent omis, est Sangüeza.
Luzmila Carpio Sangüeza (née en 1954 à Qala Qala, dans le département de Potosí (Bolivie) est une chanteuse bolivienne.

## Biographie
D'origine Quechua-Aymara, Luzmila Carpio vient de Qala Qala, un village de la cordillère des Andes et fait ses débuts dans une station de radio à Oruro en 1971. Elle chante et compose ses chansons en quechua pour préserver la tradition de son peuple. Ses chansons traditionnelles racontent la nature, son peuple et leur tradition, ou encore de la sécheresse en Bolivie. Sa voix, qui monte parfois dans les aigus, est accompagnée d'instruments traditionnels comme le charango, ou le bruit du vent. Elle reprend aussi des chansons populaires déjà chantées par ses ancêtres, comme Siway Azucena.   
Elle s'engage pour la Pachamama, les droits des femmes, l'éducation en Bolivie aux côtés de l'Unicef et de la Cimade, et l'accès à l'eau potable. Elle s'emploie à faire prendre conscience aux femmes et aux hommes quechuas et aymaras de la richesse et de l'importance de leur culture millénaire et de celle de la civilisation inca décimée par les conquistadores,. 
Le 21 avril 2006, elle est nommée ambassadrice de Bolivie en France par le président Evo Morales, tâche dont elle s'acquitte durant quatre ans en mettant sa carrière musicale entre parenthèses. Elle revient ensuite au chant.

## Décorations
- Grand officier de l'ordre national du Mérite (14 juin 2011)[2]

## Albums
- 1970 : Luzmila Carpio (Lauro Records)[4]
- 1979 : Thinku's
- 1980 : Sumaj Llajta (Discos Heriba)
- 1982 : Qay Jina Llajtayku / Jacañataqui, en collaboration avec le groupe Los Ruphay (Discos Heriba)
- 1989 : Huaynos
- 1991 : Vida para los niños
- 1993 : Warmikunapax
- 1994 : Yayay Jap'ina
- 1998 : Arawi, the spirit of the Andes
- 2000 : Kuntur Mallku - The Messenger
- 2004 : Le Chant de la Terre et des étoiles (Accords croisés)[5]
- 2005 : Luzmila Carpio Live. En concierto
- 2014 : Yuyay Jap'ina Tapes (Almost Musique)[6]